# Менделеев, Иридий Михайлович
Ири́дий Миха́йлович Менделе́ев (14 января 1927, Ленинград — 14 мая 1991, Петрозаводск) — советский учёный-медик, доктор медицинских наук, педагог, заслуженный врач РСФСР (1987).

## Биография
Мать — Раиса Григорьевна — директор одной из школ г. Ленинграда. Отец репрессирован в 1937 г.
В 1944 г. работал электромонтером треста «Энерготехстрой», во время учёбы в вузе работал электриком в 1-м Ленинградском медицинском институте им. И. П. Павлова, лаборантом кафедры факультетской терапии (во время пожара в лаборатории спас своего учителя профессора Александра Григорьевича Дембо).
В 1951 году, после окончания 1-го Ленинградского медицинского института, направлен в Карело-Финскую ССР, в Петрозаводск.
С 1951 г. — инспектор лечебного отдела Министерства здравоохранения Карело-Финской ССР.
С 1952 г. — начальник лечебного отдела Министерства здравоохранения Карело-Финской ССР.
С 1953 г . — ординатор терапевтического отделения республиканской больницы г. Петрозаводска.
На основе изучения актуальной для Карелии анемии (малокровия), обусловленной приёмом в пищу озёрной рыбы, заражённой широким лентецом, защитил в 1957 г. кандидатскую диссертацию по ботриоцефальной анемии.
С 1959 г. — заведующий травматологическим отделением республиканской больницы г. Петрозаводска. Возглавил первое на Северо-Западе РСФСР гематологическое отделение.
В 1959 г. провёл операцию трансплантации костного мозга, до этого впервые проведённую в этом же году в Париже.
С 1960 г. — главный терапевт Министерства здравоохранения Карельской АССР.
С 1963 г. — заведующий травматологическим отделением республиканской больницы г. Петрозаводска.
Сопредседатель на IX Всемирном конгрессе гематологов в австралийском Сиднее.
С 1964 г. — заведующий кафедрой госпитальной терапии Петрозаводского государственного университета. Доктор медицинских наук (1967), профессор (1970).
С 1983 г. — заведующий кафедрой внутренних болезней Петрозаводского государственного университета.
Председатель правления Карельского республиканского общества гематологов и трансфузиологов.
Редактор раздела «Гематология» Большой Советской энциклопедии.
Член научного совета «Гематология и трансфузиология» при ученом медицинском совете Министерства здравоохранения РСФСР.
Член редакционного совета журнала «Проблемы гематологии и переливания крови».
Автор 136 печатных работ.
Был один из первых, кто применил радиоизотопную диагностику в СССР — на базе созданной радиоизотопной лаборатории республиканской больницы г. Петрозаводска была исследована оценка функционального состояния эритропоэза при заболеваниях системы крови с помощью железа-59, что послужило темой для его докторской диссертации.
Был председателем Карельского республиканского общества милосердия.
Похоронен на кладбище «Бесовец» в г. Петрозаводске.
В здании терапевтического корпуса республиканской больницы в г. Петрозаводске установлена мемориальная доска в честь И.М. Менделеева.

## Награды
- Отличник здравоохранения (1964).
- Юбилейная медаль «За доблестный труд в ознаменование 100-летия со дня рождения В. И. Ленина» (1970).
- Заслуженный врач Карельской АССР (1971).
- Почетная грамота Совета Министров Карельской АССР.
- Заслуженный врач РСФСР (1987).
- Неоднократно помещался на Доску Почета Петрозаводского университета, в 1991 г. его имя присвоено кафедре госпитальной терапии университета.

## Память
14 апреля 2021 года Администрация Петрозаводска присвоила наименование площадь Иридия Менделеева площади, расположенной у здания республиканской больницы.

## Труды
- Менделеев, И. М. Клинико-гематологическая характеристика ботриоцефальной анемии : автореф. диссертации на соискание учен. степени кандидата мед. наук / И. М. Менделеев ; М-во здравоохранения Карело-Финской ССР, Респ. больница, 1-й Ленинград. мед. ин-т им. И. П. Павлова. — Петрозаводск : [б. и.], 1956. — 19 с. ; 20 см.
- Менделеев, И. М. Ботриоцефальная анемия : клинико-гематологическая характеристика / И. М. Менделеев ; М-во здравоохранения и соц. обеспечения Карел. АССР, Респ. больница. — Петрозаводск : [б. и.], 1957. — 107 с. : ил. ; 20 см. — Библиогр. : с. 94-106.
- Шулутко, Б. И. Заболевания почек : учеб. пособие для студентов, субординаторов, врачей-интернов / Б. И. Шулутко, И. М. Менделеев ; М-во высш. и сред. спец. образования РСФСР, Петрозавод. гос. ун-т. — Петрозаводск : Петрозаводский государственный университет, 1988. — 102 с. ; 20 см. — Библиогр. : с. 101
- Менделеев, И. М. Очерки клинической гематологии / И. М. Менделеев. — Петрозаводск : Госиздат Карельской АССР, 1961. — 246 с. : ил. ; 21 см. — Библиогр. : с. 238—245
- Игнатьев, В. К. Ревматоидный артрит : учеб. пособие / В. К. Игнатьев, И. М. Менделеев ; М-во высш. и сред. спец. образования РСФСР, Петрозавод. гос. ун-т. — Петрозаводск : Петрозаводский государственный университет, 1990. — 68 с. ; 20 см. — Библиогр. : с.67